# Штипель Аркадій Мойсейович
Аркадій Мойсейович Штипель (14 березня 1944, Каттакурган, Самаркандська область, Узбецька РСР — 23 жовтня 2024, Одеса, Україна) — радянський, російський та український поет, перекладач, критик.

## Життєпис
Народився Аркадій Штипель 14 березня 1944 року в місті Каттакурган Самаркандської області. Дитинство і юність провів у Дніпропетровську. У 1965 році був виключений з Дніпропетровського державного університету за літературну діяльність за звинуваченням у спробі написати і поширити літературний маніфест, спрямований проти соціалістичного реалізму. Також Аркадій Штипель був звинувачений в очорнюванні радянської ідеології, в сіонізмі та українському націоналізмі. Після служби в армії закінчив навчання заочно на Фізико-технічному факультеті Дніпропетровського національного університету імені Олеся Гончара і отримав диплом фізика-теоретика.
З 1968 по 2022 Штипель мешкав в Москві. Працював інженером-акустиком, радіологом, учителем математики, монтажником-наладником, фотографом, сторожем. Після початку російсько-української війни разом із дружиною — Марією Галіною, переїхав в Україну.
Помер 23 жовтня 2024 в Одесі.

## Творчість
Перша публікація Штипеля у 1989 році в антології поетичного андерграунду «Громадяни ночі». Аркадій Штипель постійний автор розділу поезії в журналі «Аріон». Переможець першого українського поетичного слему в рамках фестивалю «Київські Лаври» (Київ, 19 травня 2006) та інших аналогічних турнірів.

## Критика
|  | Насамперед, вірші Штипеля ясні. Це не означає, що вони елементарні, швидше навпаки. Але відчуття ясності вірша — це, як мені здається, головне, що залишається після читання книги. Ясність — річ досить загадкова, взагалі-то. Вона у першу чергу пов'язується з суворою думкою та візуальною геометрією природи. Наприклад, з Евклідом, з прямим класичним простором, з виразністю і однозначністю відчуттів. Поет нічого не хоче затушувати, затемнити — зовсім навпаки, він прояснює і виправляє неминучі вивихи сприйняття. Природа — проста в своїх основах, а людина, відгороджуючись від неї безліччю власних заздалегідь придуманих схем, її не бачить — й тому вважає і складною, і заплутаною. Штипель — простодушний, але пильний. А ці якості один одному взагалі-то суперечать. Простодушний прийме на віру те, що пильно бачить наскрізь. Значить, висновок один: Штипель бачить не так, як ми, і приймає на віру тільки те, що бачить сам. Володимир Губайловський, «Російський журнал» |

## Громадська позиція
У червні 2018 підтримав відкритий лист діячів культури, політиків і правозахисників із закликом до світових лідерів виступити на захист ув'язненого у Росії українського режисера Олега Сенцова й інших політв'язнів.

## Публікації

### Книги
- «Мороз і сонце — дивна днина!..». Київ. Видавництво Києво-Могилянська академія, 2016.
- В гостях у Евкліда: Вірші.. — М.:Журнал поезії «Аріон», 2002. — Книжкова серія «Голосу» журналу поезії «Аріон» — ISBN 5-901820-02-9 (рос.)
- Вірші для голосу: Друга книга.. — М.: АРГО-РИСК; Книжковий огляд, 2007. — Книжковий проект журналу «Повітря», вип. 25. — ISBN 5-86856-138-4. (рос.)
- На рівні дихання: Вірші. — СПб.: Алетейя, 2009. — 184 с. (рос.)
- Ось слова. — М.: Російський Гуллівер, 2011. — 124 с. — ISBN 978-5-91627056. (рос.)

### У збірках
- Громадяни ночі: Невідома Росія. Том 1. — М.: СП «Вся Москва», 1990. (рос.)
- Альманах литературного клуба «Авторник». Сезон 2001/2002 г., вып.3 (7). C. 34—38. — М.: АРГО-РИСК; Тверь: Колонна, 2002. ISBN 5-94128-064-5 (рос.)
- П'ять фрагментів; На кшталт хокку // Альманах літературного клубу «Авторнік». Сезон 2002/2003 г., вып. 1 (9). C. 45—47. — М.: АРГО-РИСК; Тверь: Колонна, 2003. ISBN 5-94128-072-6 (рос.)
- Ділан Томас. Переклад з англійської Аркадія Штипель  // Альманах літературного клубу «Авторнік». Сезон 2002/2003 г., вып. 2 (10). С. 30—34. — М.: АРГО-РИСК; Тверь: Колонна, 2003. ISBN 5-94128-078-5. (рос.)
- Богдан-Ігор Антонич. Вірші. «Новый Мир» 2011, № 12